# Malacocottus gibber
Malacocottus gibber är en fiskart som beskrevs av Sakamoto, 1930. Malacocottus gibber ingår i släktet Malacocottus och familjen paddulkar. Inga underarter finns listade i Catalogue of Life.